# Pokal

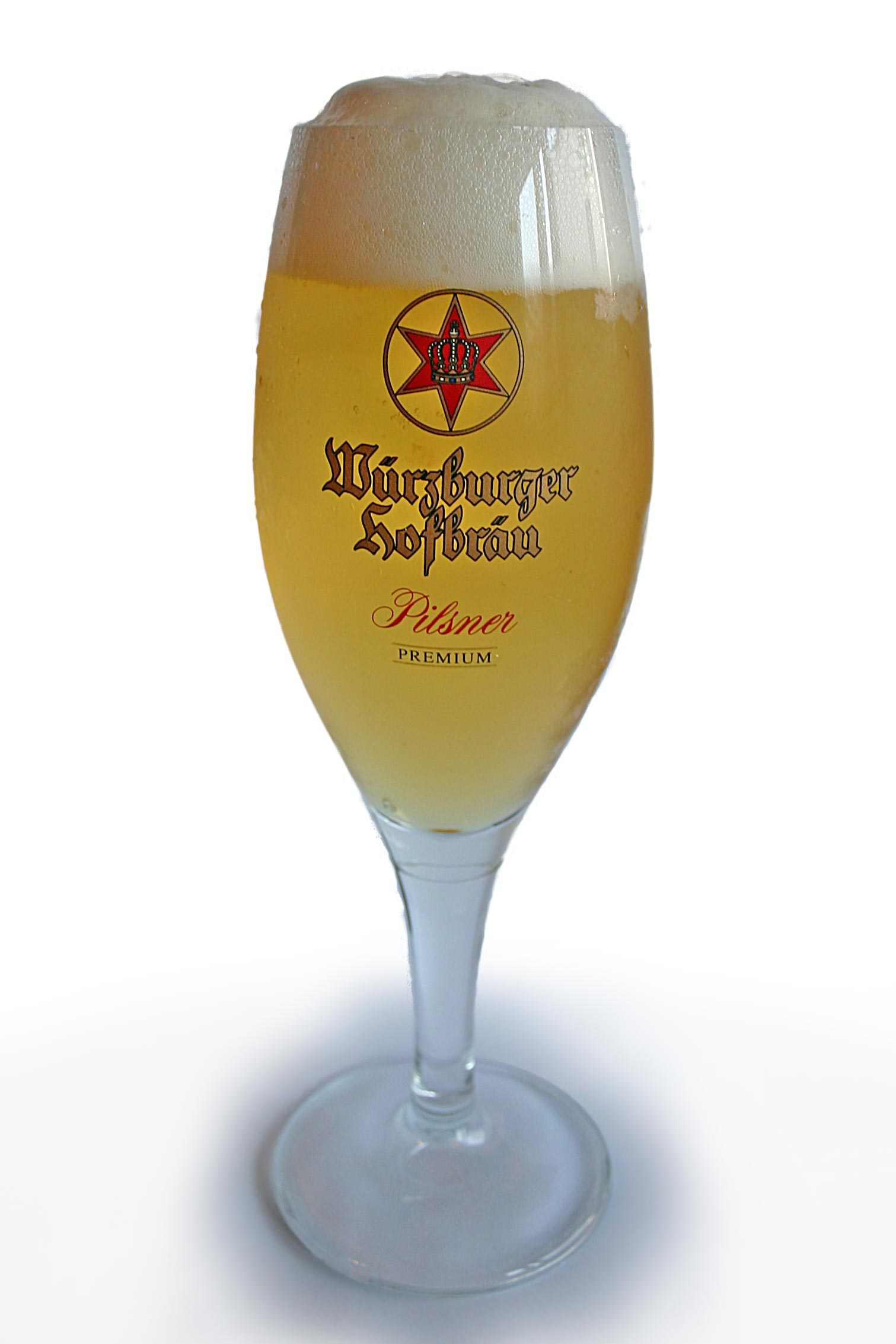
Pokal z piwem

Pokal – rodzaj naczynia szklanego przypominającego kielich ze względu na obecność nóżki, bez ucha, o pojemności użytkowej (z zaznaczoną miarką) najczęściej 0,33 lub 0,5 litra, używanego do podawania piwa, koktajli itp. Bardzo często producenci piwa wraz ze swoimi produktami rozprowadzają pokale z własnym logo lub inną reklamą. Są również pokale o bardzo nietypowych kształtach, np. fragmentu piłki nożnej.